# Kristina Buožytė
Kristina Buožytė est une réalisatrice, scénariste et productrice lituanienne, née le 9 octobre 1982 à Klaipėda (Petite Lituanie).

## Biographie
Kristina Buožytė naît le 9 octobre 1982 à Klaipėda, dans la Petite Lituanie.

## Filmographie

### En tant que réalisatrice

#### Longs métrages
- 2008 : Kolekcionierė
- 2009 : Park '79
- 2012 : Vanishing Waves (Aurora)
- 2022 : Vesper Chronicles (Vesper)

#### Courts métrages
- 2003 : Stop!
- 2003 : Fatamorgana
- 2003 : The Hole (Skylė)
- 2004 : Experiment
- 2004 : The Poem (Poema)
- 2004 : The Dolbies (Kuklūs vyrukai)
- 2004 : Ward No 23 (23 palata)
- 2005 : Change the Record (Pakeisk plokštelę)
- 2014 : K is for Knell, segment du film ABCs of Death 2

### En tant que scénariste

#### Longs métrages
- 2008 : Kolekcionierė
- 2012 : Vanishing Waves (Aurora)
- 2022 : Vesper Chronicles (Vesper)

#### Courts métrages
- 2003 : Stop!
- 2003 : Fatamorgana
- 2003 : The Hole (Skylė)
- 2004 : The Dolbies (Kuklūs vyrukai)
- 2004 : Ward No 23 (23 palata)
- 2005 : Change the Record (Pakeisk plokštelę)
- 2014 : K is for Knell, segment du film ABCs of Death 2

### En tant que productrice
- 2014 : ABCs of Death 2 (segment K is for Knell)
- 2022 : Vesper Chronicles (Vesper)